# Breeuwen

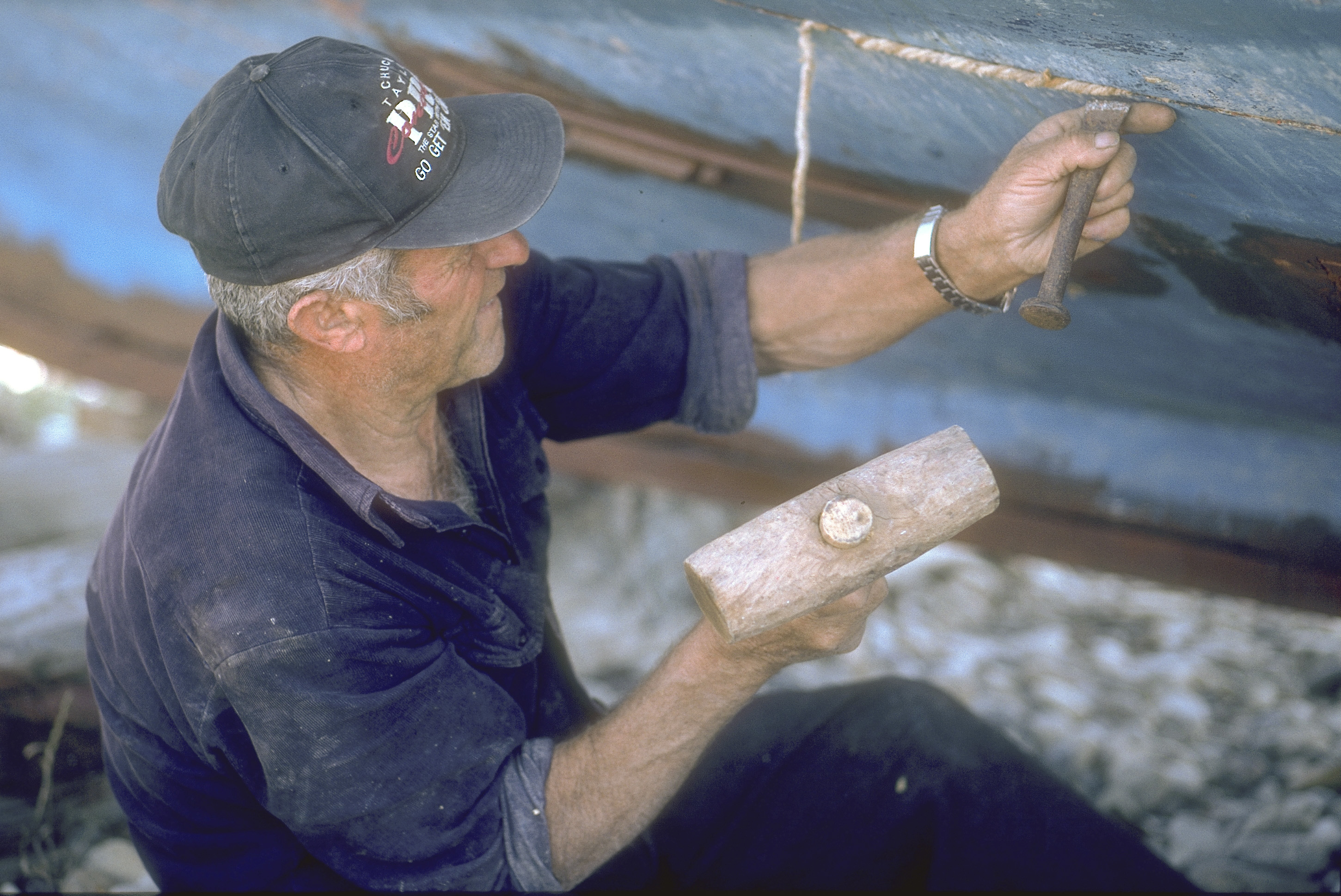
Griekse visser aan het breeuwen

Breeuwen, kalfaten of kalefateren is een techniek waarbij de kieren tussen de gangen van de huid of tussen de planken van het bovendek van een schip worden dichtgemaakt met behulp van werk (uitgeplozen touw van een natuurlijke vezel, meestal hennep) en pek of teer dat gewonnen werd uit harshoudende bomen, zoals de grove den (Pinus sylvestris).
Dezelfde term wordt ook in de waterbouwkunde gebruikt voor het op dezelfde wijze waterdicht maken van sluisdeuren.
Om het werk in de kieren te drijven worden een (houten) breeuwhamer en breeuwbeitel of -ijzer gebruikt. De breeuwbeitel is extreem bot, of heeft zelfs een ronde groef, om te voorkomen dat de vezels in het werk afgesneden worden. Nadat het werk is aangebracht wordt het afgedekt met pek die door verhitting vloeibaar is gemaakt.
De waterdichte afdichting berust op de eigenschap van natuurlijke vezels dat ze opzwellen als ze vocht opnemen. Hierdoor wordt een eventueel lek gedicht door het water dat erdoor binnensijpelt.
Het vakmanschap in breeuwen bestaat vooral daarin dat men overal evenveel vezels aanbrengt onder een middelmatige druk. Te weinig pakking in de kier tussen de gangen veroorzaakt alsnog lekkage, een teveel aan vezels op één plek zou bij doorlekken zelfs de scheepshuid kunnen ontzetten.

## Mos als breeuwsel
Een middeleeuwse methode van breeuwen die in heel Noordwest-Europa werd toegepast was het zogeheten gesinteld mosbreeuwsel. Hierbij werd mos in de kieren aangebracht dat met latten of twijgen en ijzeren krammen (sintels) op zijn plaats werd gehouden.

## Tramrail
Ook het (tijdelijk) opvullen van de groef van een trambaan met touw wordt soms breeuwen genoemd. Dit gebeurt bijvoorbeeld bij rondritten van koetsen, zoals bij koninklijke plechtigheden of Prinsjesdag in Nederland.